# Skålskinnssnylting
Skålskinnssnylting (Tremella mycetophiloides) är en svampart som tillhör divisionen basidiesvampar, och som beskrevs av Yosio Kobayasi. Skålskinnssnylting ingår i släktet Tremella, och familjen Tremellaceae. Enligt den finländska rödlistan är arten otillräckligt studerad i Finland. Arten är reproducerande i Sverige. Artens livsmiljö är parker, gårdar och trädgårdar.